# Colby Pearce
Colby Pearce (* 12. Juni 1972 in Boulder) ist ein US-amerikanischer Radsporttrainer und ehemaliger Bahn- und Straßenradrennfahrer.

## Sportlicher Werdegang
Colby Pearce wurde auf der Bahn zum ersten Mal 1999 US-amerikanischer Meister im Punktefahren. In den folgenden Jahren wurde er insgesamt 14-mal nationaler Meister, im Punktefahren, im Zweier-Mannschaftsfahren, in der Mannschaftsverfolgung und im Scratch. 2003 gewann er bei den Panamerikaspiele die Bronzemedaille im Zweier-Mannschaftsfahren, zusammen mit James Carney. In der Saison 2004 gewann er beim Bahn-Weltcup in Aguascalientes und das Punktefahren in Sydney. Bei den Olympischen Sommerspielen 2004 in Athen nahm Pearce am Punktefahren teil und belegte den 14. Platz belegte. 2007 wurde er Panamerikameister mit Brad Huff im Zweier-Mannschaftsfahren.
Auf der Straße begann Colby Pearce seine Karriere 1996 bei dem US-amerikanischen Radsportteam Shaklee. 1998 fuhr er für Colorado Cyclist-Ikon-Lexus, ehe er 1999 wieder zurück zu Shaklee wechselte. 2001 fuhr er für das Prime Alliance Cycling Team und die nächsten beiden Jahre für Ofoto-Lombardi Sports. In der Saison 2005 stand Pearce dann noch für ein halbes Jahr bei TIAA-CREF unter Vertrag. In den Jahren 2008 und 2009 gewann er jeweils eine Etappe beim nationalen Gateway Cup.
Im November 2005 beendete Pearce seine aktive Karriere und wurde Trainer der US-amerikanischen Bahnrad-Nationalmannschaft für die Ausdauerdisziplinen. Im April 2007 trat er von seiner Position als Trainer zurück, um wieder Rennen zu fahren. 2010 belegte er gemeinsam mit Daniel Holloway bei den Bahnweltmeisterschaften im Zweier-Mannschaftsfahren Platz zehn.

## Erfolge – Bahn
1999
- US-amerikanischer Meister – Punktefahren

2000
- US-amerikanischer Meister – Madison (mit Michael Tillman)

2001
- US-amerikanischer Meister – Mannschaftsverfolgung (mit James Carney, Jonas Carney und Ryan Miller)
- US-amerikanischer Meister – Madison (mit James Carney)

2002
- US-amerikanischer Meister – Mannschaftsverfolgung (mit James Carney, Kenny Williams und Michael Tillman)
- US-amerikanischer Meister – Madison (mit James Carney)

2003
- US-amerikanischer Meister – Scratch
- Panamerikaspiele – Madison (mit James Carney)

2004
- US-amerikanischer Meister – Mannschaftsverfolgung (mit James Carney, Bobby Lea und Guillaume Nelessen)
- Bahn-Weltcup in Aguascalientes – Scratch
- Bahn-Weltcup in Sydney – Punktefahren

2005
- US-amerikanischer Meister – Madison (mit Chad Hartley)

2007
- Panamerikameister – Madison (mit Brad Huff)
- US-amerikanischer Meister – Mannschaftsverfolgung (mit Michael Creed, Michael Friedman und Brad Huff)
- US-amerikanischer Meister – Madison (mit Bobby Lea)

2008
- US-amerikanischer Meister – Mannschaftsverfolgung (mit Daniel Holloway, Brad Huff und Taylor Phinney)
- US-amerikanischer Meister – Punktefahren
- US-amerikanischer Meister – Madison (mit Daniel Holloway)

## Teams
- 1996–1997: Shaklee
- 1998: Colorado Cyclist-Ikon-Lexus
- 1999: Shaklee-Degree Radio Energie
- 2000: Shaklee
- 2001: Prime Alliance Cycling Team
- 2002–2003: Ofoto-Lombardi Sports
- 2005: TIAA-CREF (ab 20. Juni)